# Mazar-e-Quaid
Mazar-e-Quaid (urdujsko مزارِ قائد), znan tudi kot Džinahov mavzolej ali nacionalni mavzolej, je zadnje počivališče Mohameda Alija Džinaha, ustanovitelja Pakistana. Zasnovan v modernističnem slogu iz 1960-ih, je bil dokončan leta 1971 in je ikonični simbol Karačija ter eno najbolj priljubljenih turističnih krajev v mestu. Kompleks mavzoleja vsebuje tudi grobnico Džinnahove sestre, Māder-e Millat ('Mati naroda') Fatime Džinnah, kot tudi grobnice Liaquata Ali Kana in Nurul Amina, prvega oziroma osmega pakistanskega premierja. Tam je tudi grobnica Sardarja Abdurja Raba Ništarja, veljaka muslimanske lige iz Pešavarja.

## Lokacija
Mavzolej stoji na zelo vidni lokaciji v kraju Džamšed Quarters v osrednjem Karačiju, ob severnem robu jedra iz kolonialne dobe na koncu ceste Mohameda Ali Džinaha. Mavzolej je obdan z velikim vrtom, urejenim v neomogulskem slogu v gostem mestu, z velikimi prometnimi kolonami na treh od štirih vogalov.

## Zgodovina
Mohamed Ali Džinah je umrl leta 1948, njegovo zadnje počivališče pa je bilo označeno z veliko belo marmorno ploščo, ki je bila dvignjena na podstavku, do katerega vodijo marmorne stopnice. Leta 1949 je bil ustanovljen Spominski sklad Quaid-e-Azam (QMF), ki je prejel številne predloge za ustanovitev spomenika Džinahu. Do leta 1952 je bil njegov mavzolej pokrit z majhno kupolo, z omarico, v kateri so bili nekateri njegovi osebni predmeti ob steni blizu njegovega groba. Lokacija je bila videti zanemarjena, kar je mnoge razjezilo. Fatima Džinah in QMF sta prejela številna pisma zaskrbljenih Pakistancev zaradi žalostnega stanja njegove grobnice in sta se zavzemala za bolj primeren spomenik.
Leta 1952 je QMF predlagal postavitev štirih spomenikov v Pakistanu v spomin na Džinaha: mavzolej in mošejo na sedanji lokaciji v osrednjem Karačiju, versko šolo Dar-ul-Uloom v Pandžabu in Univerzo za znanost in tehnologijo v vzhodnem Pakistanu. Leta 1954 je bil za načrtovanje mavzoleja izbran indijski arhitekt, ki pa je bil kasneje odpuščen. Leta 1955 so najeli turškega arhitekta, vendar je bil tudi njegov načrt zavrnjen.
Leta 1957 je pakistanska vlada organizirala mednarodni natečaj za načrtovanje novega mavzoleja. Natečaj je sprva zmagal britanski arhitekt William Whitfield iz podjetja Raglan Squire and Partners. Prizadevanja države, da bi izbrala načrt, so bila vzporedna s prizadevanji Džinahove sestre, Fatime Džinah, ki je iskala prispevek javnosti pri oblikovanju spomenika svojemu bratu. Fatima Džinah je dejansko zavrnila predlog iz leta 1957 in prevzela nadzor nad QMF. Nato je arhitektu Jahji Merčantu, arhitektu iz Bombaja, ki je bil osebni prijatelj Džinaha, naročila oblikovanje spomenika.
Predsednik Mohamed Ajub Kan je položil temeljni kamen za spomenik 31. julija 1960. Slovesno ga je odprl Jahja Kan 18. januarja 1971. Vrtovi, ki obkrožajo mavzolej, niso bili dokončani do 24. decembra 2000.

## Predlagani modeli
Pakistanski državljani so po osamosvojitvi predložili številne predloge: od svetišča do neomogulskega spomenika. Predlogi idealistov neposredno od običajnih pakistanskih državljanov so odražali radikalni utopizem, ki je preplavil muslimane na podcelini okoli pakistanskega gibanja.
Leta 1954 je bil indijski arhitekt izbran za načrtovanje mavzoleja, vendar njegova zasnova ni dosegla soglasja med člani QMF, zato je bil zavrnjen. Leta 1955 so najeli turškega arhitekta, vendar je bil njegov načrt zavrnjen kot 'preveč dovršen' in 'skoraj despotski'. Mandat QMF je zastal, ker ni bilo soglasja glede zasnove. Predlogi malajskega inženirja in arhitekta Ainuddina so predlagali kompleks, ki spominja na sufijsko svetišče, z mošejami, knjižnicami, šolo, restavracijami in trgovinami, ki se zlivajo v tkivo mesta.
Leta 1957 je pakistanska vlada organizirala mednarodni natečaj za načrtovanje novega mavzoleja za Džinaha. 6 od 8 kandidatov je bilo evropskih modernističnih arhitektov. Na tekmovanju leta 1957 je zmagal William Whitfield iz modernističnega podjetja Reglan Squire and Partners. Načrt je predvideval avantgardni neofuturistični mavzolej, nameščen na dvignjeni ploščadi v neomogulskem vrtu, z osrednjo parabolo in koničastimi robovi na svojih šestih vogalih, ki segajo »v bujnem gibanju proti nebu«. Po državnem udaru predsednika Ajuba Kana leta 1958, ki se je predstavil kot modernizator, je Whitfield-Squirejev predlog pridobil naklonjenost med vojaška elita, čeprav javni sprejem ni bil topel. Fatima Džinah je nasprotovala Whitfieldovemu načrtu na več frontah, vključno z njegovo zasnovo, izborom mednarodne in ne pakistanske žirije in dejstvom, da je bil podeljen britanskemu državljanu, kar je izzvalo željo Pakistancev po dekolonialni prihodnosti.
Fatima Džinah je nato prevzela nadzor nad procesom načrtovanja in izbrala predloge arhitekta Jahja Merčanta, arhitekta iz Bombaja, ki je bil Džinahov osebni prijatelj. Merčantova zasnova je bila kockasta struktura s kupolo, oblečena v beli marmor. Spomenik so postavili na dvignjeno ploščad, postavljeno na 61 hektarjev velikem hribu z vrtom, ki gleda na mesto. Nov dizajn je pohvalil ugledni profesor Ahmad Hasan Dani, da »ni hlapčevsko posnemanje stare tradicije. Pravzaprav je deležen muslimanskega duha preteklosti, vendar je ustvarjen za izpolnitev novih zahtev sedanjosti v tehniki sedanjosti dan.«

## Arhitektura
Mavzolej je bil zasnovan v modernističnem slogu, priljubljenem v 1960-ih in 1970-ih in so ga poimenovali »tradicionalni spomenik modernističnega obdobja«. Na daleč je videti preprost, a »bujen v uporabi materiala in kompleksen v njegove podrobnosti, če jih pogledate od blizu«. Uporaba belega marmorja, ki nakazuje čistost, in čiste geometrijske oblike so zasnovane tako, da prikazujejo Džinah kot figuro, ki je večja od življenja. Lokacija in slog spomenika navdihujeta mimoidoče.
Oblečen je v beli marmor in ima ukrivljene loke in bakrene rešetke, postavljene na dvignjeni ploščadi velikosti 54 kvadratnih metrov. Hladno notranje svetišče odseva zeleno barvo štiristopenjskega kristalnega lestenca, ki ga je podarila Ljudska republika Kitajska.
V notranjosti grobnega kompleksa so štirje grobovi v vrsti in eden severno. Tisti na severu, ki je okrašen z nizom črnih cvetličnih motivov na dnu, pripada gospodični [Fatimi Džinah], sestri Quaid-e-Azama. Od štirih grobov v vrsti prva skrajna dva pripadata Liakuatu Ali Kanu, prvemu predsedniku vlade Pakistana, in Begum Ra'ana Liakuat Ali Kanu, ki ležita drug ob drugem. Drugi skrajni grob pripada Sardarju Abdurju Rabu Ništarju. Na sredini leži pokopan Nurul Amin, ki je bil osmi pakistanski premier. Vsi ti grobovi so izdelani iz italijanskega belega marmorja in so škatlastega tipa, kot je Džinin sarkofag, postavljen na trojno podlago. Toda stranice teh grobov se zožijo navznoter, medtem ko se stranice Džinaha razhajajo navzven. Vsi so navadni grobovi, razen groba Mohtarme Fatime Džinah, ki ima bazalni cvetlični ornament.
Mavzolej stoji v 53 ha velikem parku in stavba ima tloris 75 x 75 m z višino 43 m, zgrajena na 4 m visoki ploščadi. V vsaki steni je vhod. Na ploščad z ene strani vodi petnajst zaporednih vodnjakov, z vseh strani pa do vrat vodijo terasast drevored. Okoli mavzoleja je park, opremljen z močnimi reflektorji, ki ponoči osvetljujejo beli mavzolej.

## Pomen
Uradne in vojaške slovesnosti tukaj potekajo ob posebnih priložnostih, kot so 23. marec (pakistanski dan), 14. avgust (dan neodvisnosti), 11. september (obletnica Džinahove smrti) in 25. december (Džinahov rojstni dan). Med uradnimi ogledi mavzolej obiščejo tudi visoki gostje in uradniki tujih držav. 14. avgusta 2017, na pakistanski dan neodvisnosti, je bil uporabljen za poklon Džinahu s 3D projekcijo kartiranja s 3D osvetlitvijo.

## Galerija
- Mazar, viden od daleč
- Pogled na stavbo iz zraka
- Pogled na lestenec, ki ga je podarilo islamsko združenje na Kitajskem
- Napisi na nagrobniku v urdu in bengalščini
- Pogled na nagrobnik
- Večerni pogled
- Pogled s ceste Mohameda Ali Džinaha
- Pogled z vrtov, ki obdajajo mavzolej
- Pogled na mavzolej